# 駐美國臺北經濟文化代表處
駐美國臺北經濟文化代表處（英語：Taipei Economic and Cultural Representative Office in the United States），對內亦稱中華民國駐美國代表處，是中華民國在美國設置的駐外機構，属實質大使館层级。館長為駐美國代表，另有兩位副代表。代表處總處位於華盛頓特區，總管所有涉及中華民國與美國雙邊關係的第一線工作事宜，同時管理中華民國在美國各地設置的駐外辦事處。代表處總處除了專責與美國聯邦政府的聯繫交涉外，其領事服務轄區為華盛頓特區、德拉瓦州、馬里蘭州、維吉尼亞州以及西維吉尼亞州。

## 歷任駐美代表
中華民國駐美國代表（簡稱駐美代表）是中華民國在1979年與美國斷絕正式外交關係後，派駐在美國的最高層級之外交官，是駐美代表處的館長，其功能與地位等同以往之駐美大使；2012年9月1日對內恢復中華民國駐美大使之名。

### 緣由
1979年1月1日，美國正式與中華人民共和國政府建立外交關係後，宣佈與中華民國政府斷交，中華民國駐美國大使館及美國駐中華民國大使館雙雙撤館，邦交體制中斷。然而美國有鑑於與臺灣關係之重要性，經中華民國與美國雙方政府多次溝通協調後，美國國會於同年4月通過《臺灣關係法》，成立美國在臺協會，中華民國政府則設立「北美事務協調委員會」（2019年更名為「臺灣美國事務委員會」）做為聯繫窗口，並在美國華府設立臺北代表處，置駐美代表一人，做為對美國工作的最高層級外交官。

### 性質

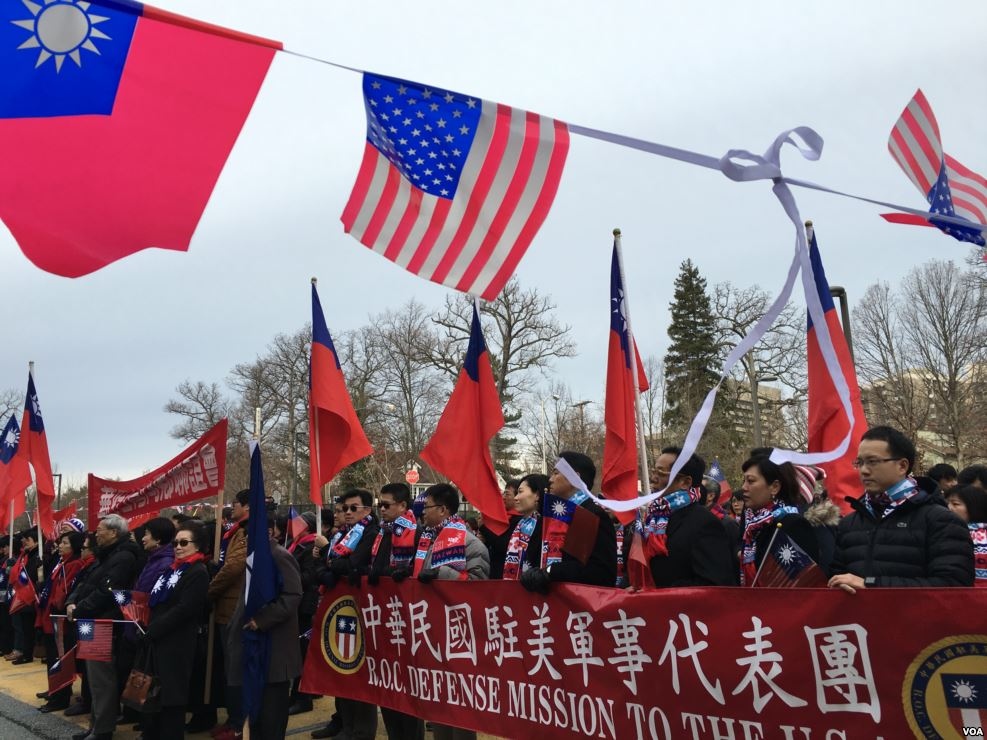
與駐美代表處同駐華府的Q119516971

駐美代表主管整個駐美代表處，其雖無大使館之名，但實際負責之業務與大使館無異。因為政治因素，中華民國政府在美國的外交單位一律稱為「臺北經濟文化辦事處」（Taipei Economic and Cultural Office），因此駐美代表本身在性質上等同駐美大使，具有負責中華民國對美國外交工作的責任。故2012年9月起，外交部將該職務的對內稱呼改為駐美大使。

## 代表處

### 更名动议
2000年代以来，中華民國外交部是否將「駐美國台北經濟文化代表處」更名，以“台灣”代替“台北”，成为中美台三方进行政治角力的议题。2002年2月25日，中華民國外交部表示將為駐外機構改一個更有“連續性”的名稱，以“台灣”代替“台北”。中華民國外交部發言人張小月指，台灣民意調查顯示，70%的被採訪者贊成用“台灣”代替“台北”做為駐外機構名稱。若改名，本机构將被稱為“駐美國台灣經濟與文化代表處”。
2020年12月17日，美國眾議院78位議員聯名致函美国国务卿邁克·蓬佩奧，建議將「駐美國台北經濟文化代表處」更名為「台灣代表處」。2021年3月，蔡英文政府向拜登政府提出請求，更改名為「台灣代表處」。中华人民共和国外交部发言人赵立坚表示，美国政府不得更名為「台灣代表處」，「停止向台獨分裂勢力發出錯誤信號」。
2022年2月4日，美國眾議院表決通過美國競爭法案（America COMPETES Act of 2022），呼籲行政部門啟動協商，將「駐美國台北經濟文化代表處」（TECRO）更名為「台灣代表處」（Taiwan Representative Office）。同年讨论中的台灣政策法，亦有將「駐美國台北經濟文化代表處」更名為「台灣代表處」的内容。
2023年5月10日，美國參、眾議兩院議員提出「台灣代表處法案」（Taiwan Representative Office Act），要求美國國務卿對台灣代表處更名問題、與其他國家同等外交待遇，向台灣政府展開協商。

### 駐處地點與轄區
| 辦事處 | 辦事處                                                  | 領務轄區                                                                   |
| ------ | ------------------------------------------------------- | -------------------------------------------------------------------------- |
|        | 駐美國臺北經濟文化代表處                                | 華盛頓哥倫比亞特區、馬里蘭州、維吉尼亞州、西維吉尼亞州、德拉瓦州           |
|        | 駐波士頓臺北經濟文化辦事處                              | 麻薩諸塞州、紐罕布夏州、佛蒙特州、緬因州、羅德島州                         |
|        | 駐紐約臺北經濟文化辦事處                                | 紐約州、紐澤西州、賓夕法尼亞州、康乃迪克州                                 |
|        | 駐邁阿密臺北經濟文化辦事處                              | 佛羅里達州、波多黎各、美屬維京群島、百慕達、巴哈馬、土克凱克               |
|        | 駐亞特蘭大臺北經濟文化辦事處                            | 喬治亞州、阿拉巴馬州、肯塔基州、北卡羅萊納州、南卡羅萊納州、田納西州       |
|        | 駐芝加哥臺北經濟文化辦事處                              | 伊利諾州、印第安納州、愛荷華州、密西根州、明尼蘇達州、俄亥俄州、威斯康辛州 |
|        | 駐休士頓臺北經濟文化辦事處                              | 德克薩斯州、奧克拉荷馬州、阿肯色州、路易斯安納州、密西西比州               |
|        | 駐丹佛臺北經濟文化辦事處（2015年4月17日之前位於堪薩斯） | 科羅拉多州、堪薩斯州、密蘇里州、內布拉斯加州、北達科他州、南達科他州       |
|        | 駐洛杉磯臺北經濟文化辦事處                              | 南加利福尼亞州、亞利桑那州、新墨西哥州                                     |
|        | 駐舊金山臺北經濟文化辦事處                              | 北加利福尼亞州（南至維塞利亞為界）、內華達州、猶他州                       |
|        | 駐西雅圖臺北經濟文化辦事處                              | 華盛頓州、奧勒岡州、愛達荷州、蒙大拿州、懷俄明州、阿拉斯加州               |
|        | 駐檀香山臺北經濟文化辦事處                              | 夏威夷州、美屬薩摩亞、美屬帕邁拉環礁                                       |
|        | 駐關島臺北經濟文化辦事處                                | 關島、北馬利亞納群島、密克羅尼西亞聯邦                                     |

## 駐館變遷

### 公使／大使館時期
- 1911年－1944年，地址：2001 19th Street, NW Washington, D.C（建於1902年 原大清駐美公使館）[10]
- 1944年－1979年，Gibson Fahnestock House（建於1910年，現為海地駐美大使館）[11]

### 代表處
- 1979年－1986年，北美事務協調委員會駐美代表處，地點在馬里蘭州靠近華盛頓哥倫比亞特區的邊界。[12]
- 1986年－現在，今址。

## 外部連結
- 駐美國臺北經濟文化代表處 （页面存档备份，存于）（繁體中文）（英文）
- 駐美國臺北經濟文化代表處的Facebook專頁
- 駐美國臺北經濟文化代表處的X（前Twitter）
- 駐美國臺北經濟文化代表處的Instagram帳戶